# Gmina Rychliki
Die Gmina Rychliki ist eine Landgemeinde im Powiat Elbląski in der polnischen Woiwodschaft Ermland-Masuren. Sie hat eine Fläche von 131,7 km², auf der 3727 Menschen leben (31. Dezember 2020). Ihr Sitz ist das Dorf Rychliki (deutsch Reichenbach).

## Geschichte
Von 1975 bis 1998 gehörte die Landgemeinde zur Woiwodschaft Elbląg.

### Gmina Jelonki
Von 1946 bis 1954 bestand die Gmina Jelonki mit Sitz im gleichnamigen Dorf.

## Geografie
Von der Fläche der Landgemeinde werden 74 % landwirtschaftlich genutzt, 17 % sind Wald.

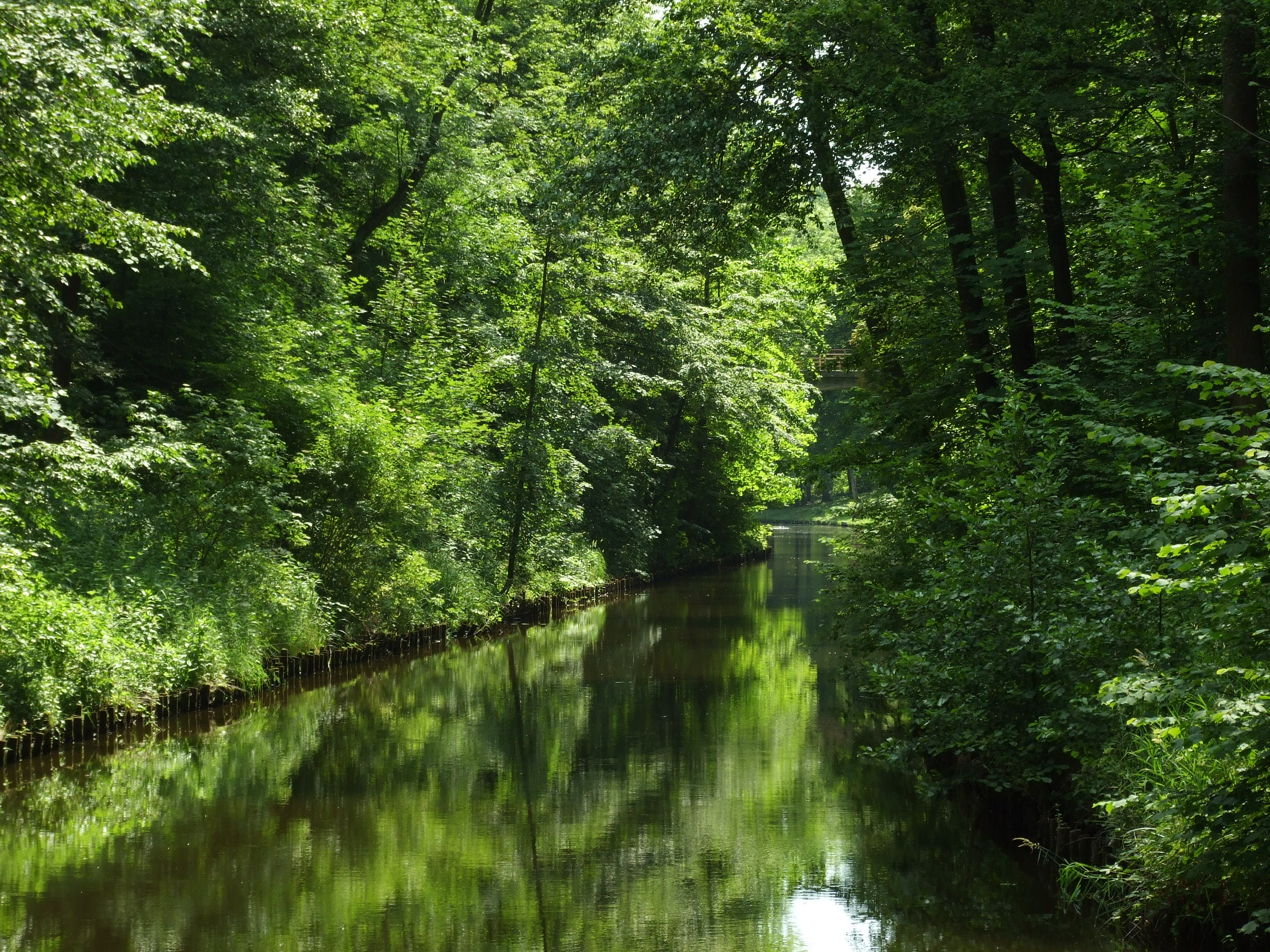
Oberländischer Kanal in Buczyniec

## Gemeindegliederung

### Schulzenämter
Zur Landgemeinde gehören die in der Tabelle aufgeführten zwölf Ortschaften mit jeweils einem Schulzenamt.
| polnischer Name  | deutscher Name (bis 1945)                      | Einw. (2006) | Lage   | Bild                          |
| ---------------- | ---------------------------------------------- | ------------ | ------ | ----------------------------- |
| Jelonki          | Hirschfeld                                     | 693          | (Lage) | Vorlaubenhaus (27) in Jelonki |
| Kwietniewo       | (Königlich) Blumenau 1931–1945: Königsblumenau | 290          | (Lage) | Kirche in Kwietniewo          |
| Lepno- Buczyniec | Löpen & Buchwalde, Dorf                        | ? 90         | (Lage) | Alter Grabstein in Lepno      |
| Marwica          | Klein Marwitz                                  | 240          | (Lage) |                               |
| Powodowo         | Powunden                                       | 200          | (Lage) |                               |
| Protowo          | Prothen                                        | 130          | (Lage) |                               |
| Rejsyty          | Rossitten                                      | 293          | (Lage) |                               |
| Rychliki         | Reichenbach                                    | 805          | (Lage) |                               |
| Śliwica          | Nahmgeist                                      | ?            | (Lage) |                               |
| Święty Gaj       | Heiligenwalde                                  | 190          | (Lage) | Kirche in Święty Gaj          |
| Wysoka           | Hohendorf                                      | ?            | (Lage) |                               |

### Weitere Ortschaften
- Barzyna  (Wiese)

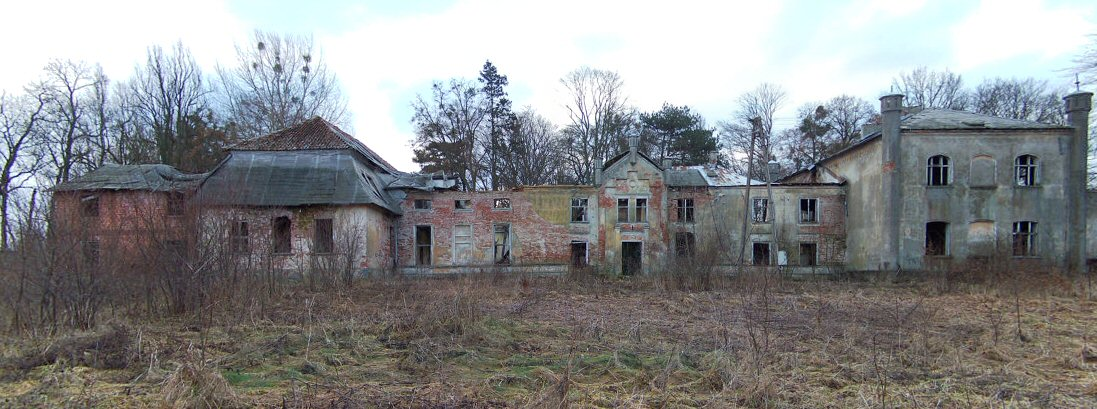
Ruine des Herrenhauses in Barzyna

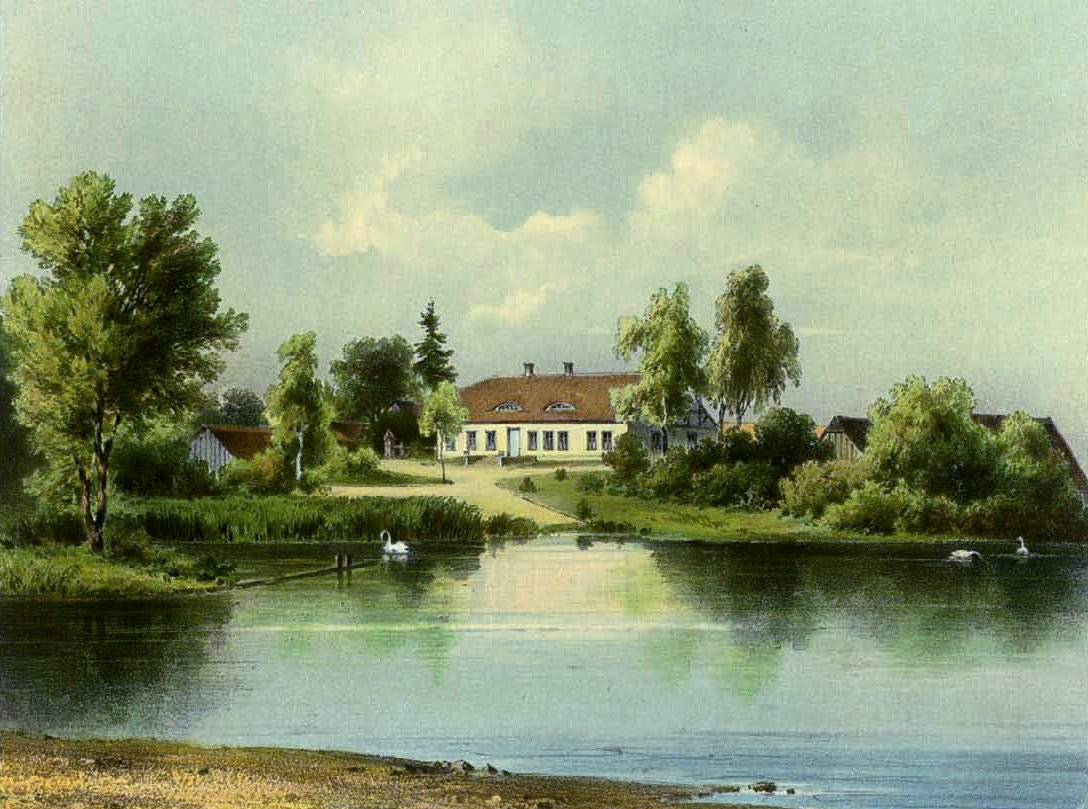
Ehemaliges Rittergut Kerschitten

- Buczyniec (Osada leśna) (Buchwalde, Forst)
- Budki (Bodeck)
- Dymnik  (Stein)
- Dziśnity (Dosnitten)
- Gołutowo (Güntersdorf)
- Grądowy Młyn (Grundmühle)
- Jankowo (Jankendorf)
- Kiersity (Kerschitten)
- Krupin (Krapen)
- Liszki (Leisten)
- Marwica Wielka (Groß Marwitz)
- Mokajny (Storchnest)
- Sójki (Köxten)
- Świdy (Milcherei)
- Topolno Wielkie (Groß Tippeln)
- Wopity (Opitten)

## Denkmalgeschützte Sehenswürdigkeiten

### Technisches Baudenkmal
- Oberländischer Kanal mit einem Rollberg (Geneigte Ebene Nr. 1 (Buchwalde), Pochylnia Buczyniec, Schiffsaufzug) in Buczyniec

### Kirchen
- Kirche in Jelonki (14. und 19. Jahrhundert), Orgel
- Kirche in Kwietniewo, (14., 16. und 18. Jahrhundert)
- Kirche in Rychliki (1877), Pfarrhaus von 1842
- Kirche in Święty Gaj (15. Jahrhundert, 1878 umgebaut), Friedhof
- Ehemaliger evangelischer Friedhof (1870) in Lepno

### Gebäude
- Ruine des Herrenhauses in Barzyna
- Herrenhaus (18. Jh.) und Ruine eines Herrenhauses (1848) in Powodowo
- Herrenhaus und zwei Gutsvorwerke, Park (18.–20. Jh., zeitweise von Gichtelianern bewirtschaftet) und Ruine eines Herrenhauses (1848) in Wysoka
- Drei Vorlaubenhäuser in Jelonki: Haus Nr. 27, 56 & 85 (18/19. Jh.)

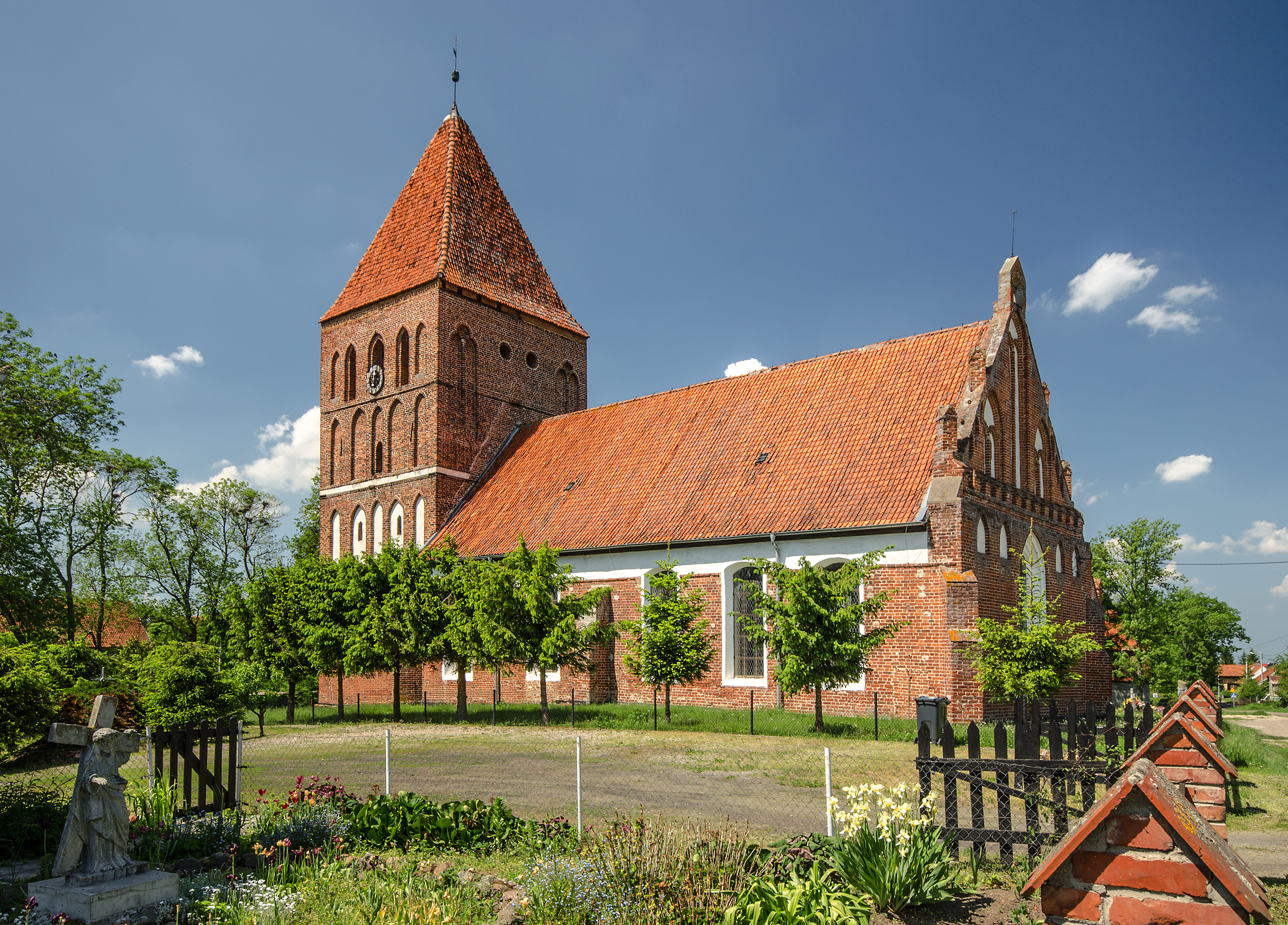
Kirche in Jelonki
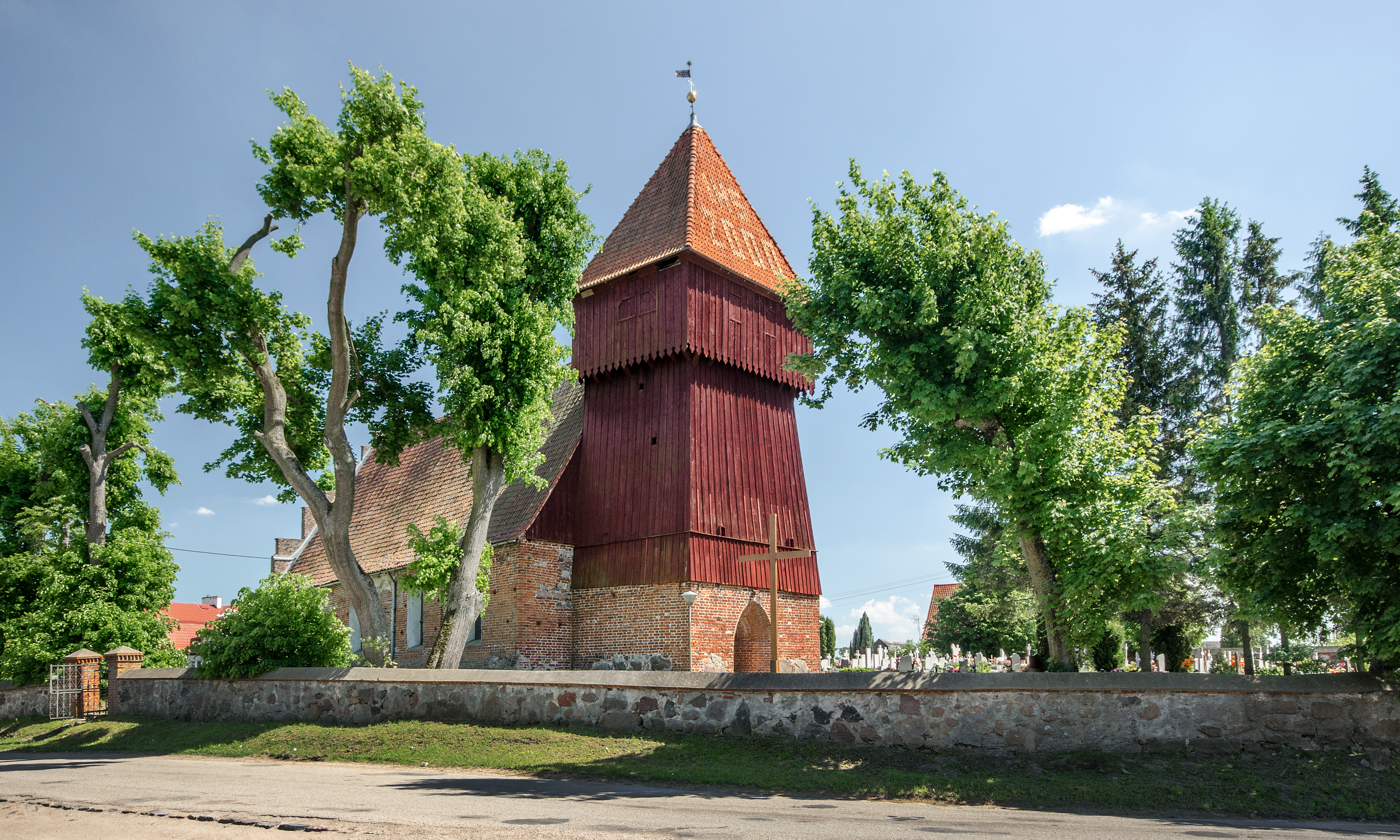
Kirche in Kwietniewo
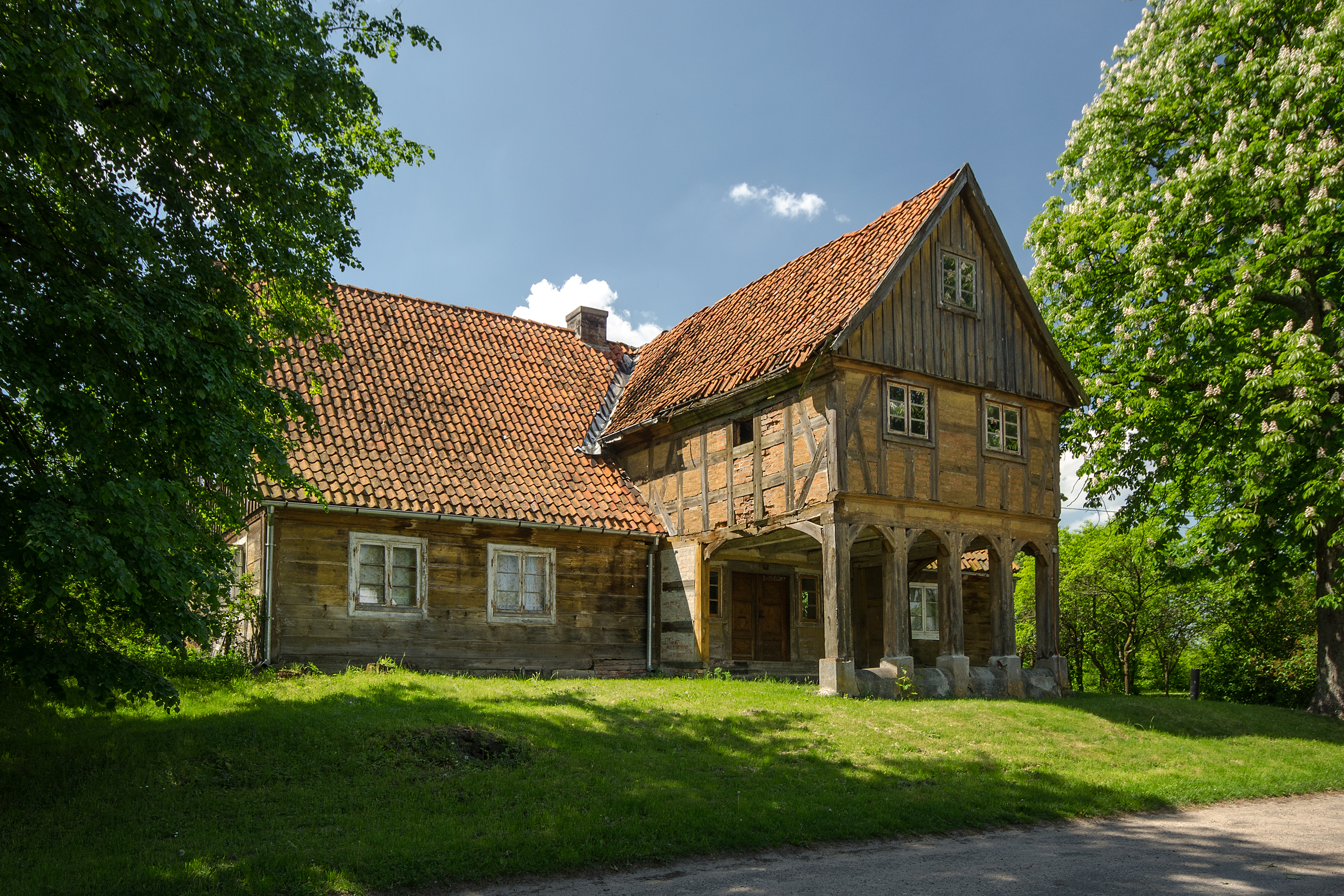
Vorlaubenhaus (56) in Jelonki
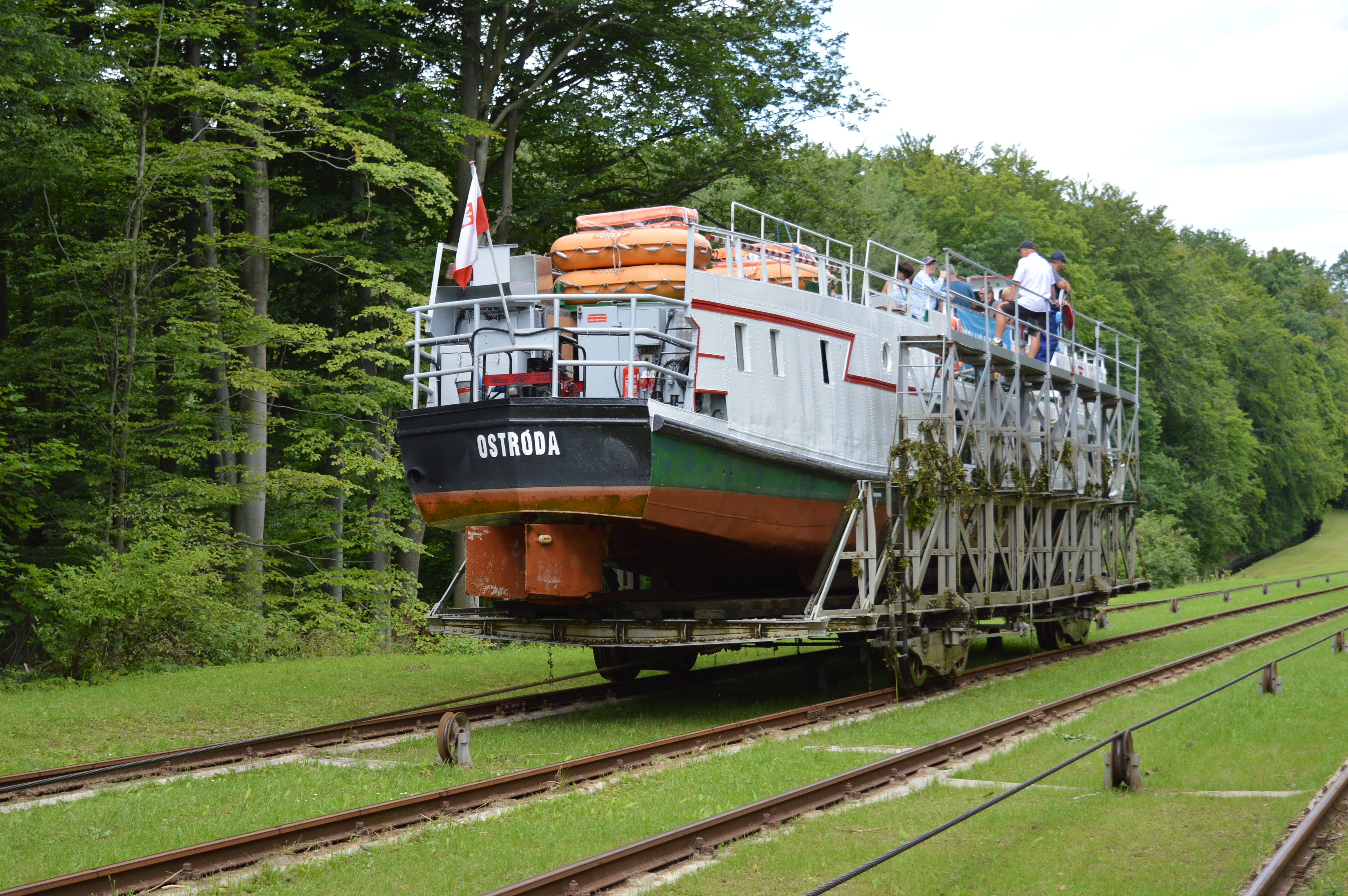
Rollberg Buczyniec